# ینی‌کند (کردامیر)
ینی‌کند (به لاتین: Yenikənd) یک منطقه مسکونی در جمهوری آذربایجان است که در شهرستان کردامیر واقع شده است.